# Hittenkirchen
Hittenkirchen ist ein Gemeindeteil der oberbayerischen Gemeinde Bernau am Chiemsee im Landkreis Rosenheim. Bis 30. April 1978 eine eigenständige Gemeinde, wurde Hittenkirchen im Rahmen der bayerischen Gebietsreform zum 1. Mai 1978 in bestehender Gemarkung der Gemeinde Bernau zugeführt.

## Geschichte
Das Dorf wird gegen 1180 im Codex Falkensteinensis als „Hittenchirchen“ erstmals erwähnt. Es wird angenommen, dass der Name auf einen Hitto zurückgeht, der dort Besitz hatte. Gemäß dem Codex war der Ort Ende des 12. Jahrhunderts ein Lehen der Grafen von Falkenstein, später gehörte Hittenkirchen zur Gerichtsbarkeit Hirnsberg-Wildenwart.

## Baudenkmäler

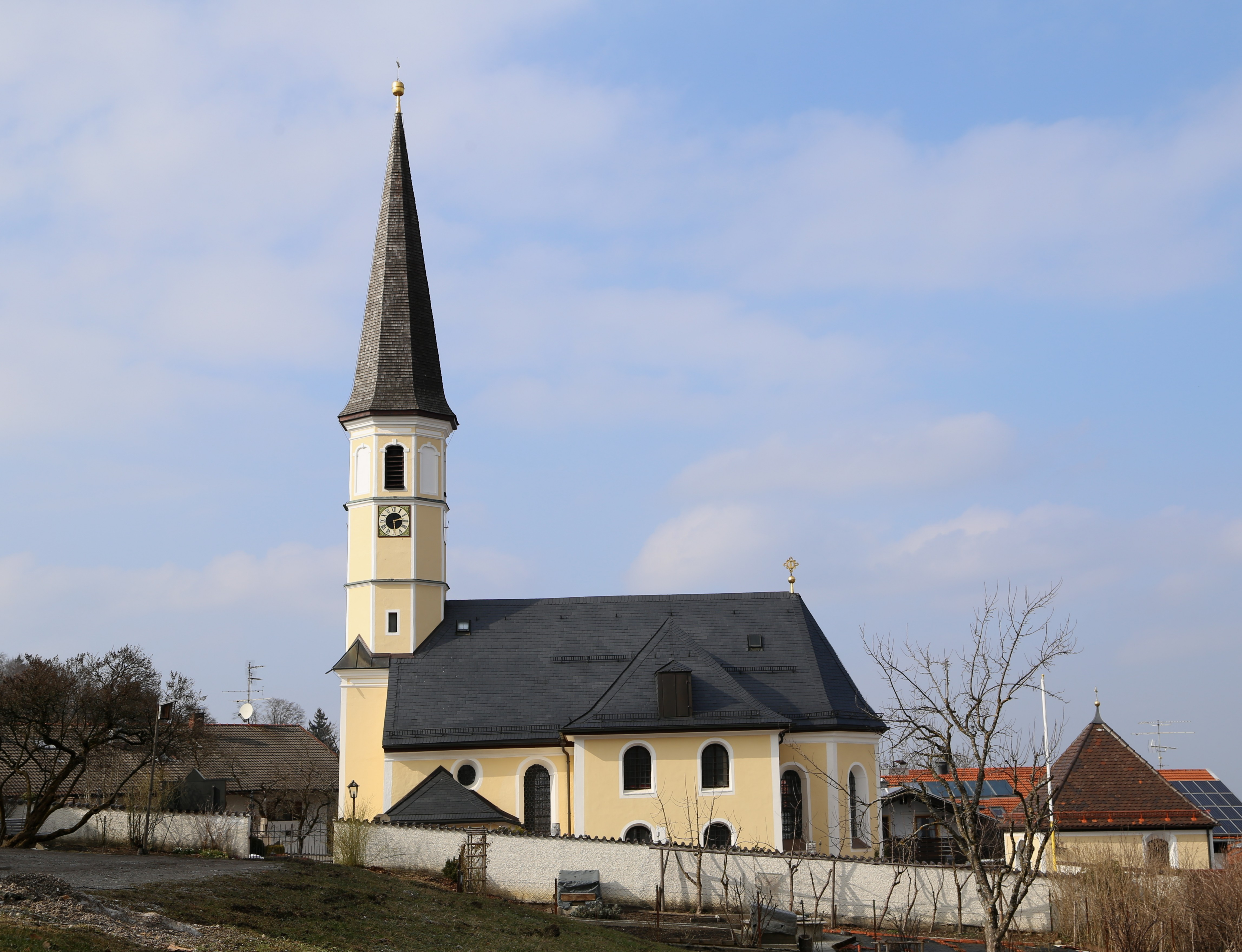
Kirche St. Bartholomäus

- Kirche St. Bartholomäus

## Persönlichkeiten
- Elisabeth Flickenschildt, deutsche Bühnen- und Filmschauspielerin, hatte bis April 1976 in Hittenkirchen eine Landwirtschaft.
- Richard Lauffen und Elisabeth Wiedemann, das Schauspieler-Ehepaar ist auf dem Friedhof bestattet.
- Hermann Lechner, Maler, wohnte von 1921 bis zu seinem Tod 1924 mit seiner Familie in Hittenkirchen.
- Rudolf von Marogna-Redwitz betrieb mit seiner Frau Anna Gräfin von Arco-Zinneberg und drei Kindern von 1918 bis 1927 in Hittenkirchen eine Landwirtschaft.